# VIA Nano mikroprocesszorok listája
A VIA Technologies
Nano mikroprocesszor-sorozata egy nyolcadik generációs, 64 bites CPU család, amely a fogyasztói és beágyazott piacot célozta meg.

## Asztali és mobil processzorok

### Nano L

#### „Nano 2000” sorozat (65nm)
- Minden modell támogatja: MMX, SSE, SSE2, SSE3, SSSE3, x86-64, NX bit, VT-x (stepping 3 és magasabb), VIA PadLock (SHA, AES, RNG), VIA PowerSaver

| Modellszám | Órajel  | L1 gyorsítótár | L2 gyorsítótár | FSB sebesség | Órajel szorzó | TDP  | Üresjárati teljesítmény | Foglalat | Magok | Megjelenés      | Azonosítók |
| ---------- | ------- | -------------- | -------------- | ------------ | ------------- | ---- | ----------------------- | -------- | ----- | --------------- | ---------- |
| Nano L2200 | 1,6 GHz | 64 + 64 KiB    | 1024 KiB       | 800 MHz      | 8×            | 17 W | 200 mW                  | NanoBGA2 | 1     | 2008. május 29. |            |
| Nano L2100 | 1,8 GHz | 64 + 64 KiB    | 1024 KiB       | 800 MHz      | 9×            | 25 W | 500 mW                  | NanoBGA2 | 1     | 2008. május 29. |            |

#### „Nano 3000” sorozat (65nm)
- Minden modell támogatja: MMX, SSE, SSE2, SSE3, SSSE3, SSE4.1, x86-64, NX bit, VT-x, VIA PadLock (SHA, AES, RNG), VIA PowerSaver

| Modellszám | Órajel  | L1 gyorsítótár | L2 gyorsítótár | FSB sebesség | Órajel szorzó | TDP  | Üresjárati teljesítmény | Foglalat | Magok | Megjelenés        | Azonosítók |
| ---------- | ------- | -------------- | -------------- | ------------ | ------------- | ---- | ----------------------- | -------- | ----- | ----------------- | ---------- |
| Nano L3025 | 1,6 GHz | 64 + 64 KiB    | 1024 KiB       | 800 MHz      | 8×            | W    | 500 mW                  | NanoBGA2 | 1     | 2009. november 3. |            |
| Nano L3050 | 1,8 GHz | 64 + 64 KiB    | 1024 KiB       | 800 MHz      | 9×            | 25 W | 500 mW                  | NanoBGA2 | 1     | 2009. november 3. |            |
| Nano L3600 | 2 GHz   | 64 + 64 KiB    | 1024 KiB       | 800 MHz      | 10×           | W    | 500 mW                  | NanoBGA2 | 1     | 2009. november 3. |            |

#### „Nano X2” (40nm)
- [3][4][5]
- Minden modell támogatja: MMX, SSE, SSE2, SSE3, SSSE3, SSE4.1, x86-64, NX bit, VT-x, VIA PadLock (SHA, AES, RNG), VIA PowerSaver
- Két Nano 3000 (Isaiah) ugyanazon a lapkán

| Marketingnév | Modellszám | Órajel    | Turbo sebesség | L1 gyorsítótár        | L2 gyorsítótár  | FSB sebesség | TDP    | Üresjárati teljesítmény | Foglalat | Magok | Megjelenés     |
| ------------ | ---------- | --------- | -------------- | --------------------- | --------------- | ------------ | ------ | ----------------------- | -------- | ----- | -------------- |
| Nano X2 E    | L4050      | 1,4 GHz   | 1,4 GHz        | 64 + 64 KiB magonként | 1 MiB magonként | 1066 MHz     | 27,5 W |                         | NanoBGA2 | 2     | 2011. május 5. |
| Nano X2 E    | L4350E     | 1,6 + GHz | 1,73 GHz       | 64 + 64 KiB magonként | 1 MiB magonként | 1066 MHz     | 27,5 W |                         | NanoBGA2 | 2     | 2011. május 5. |

#### „Nano QuadCore” (40nm)
- Minden modell támogatja: MMX, SSE, SSE2, SSE3, SSSE3, SSE4.1, x86-64, NX bit, VT-x, VIA PadLock (SHA, AES, RNG), VIA PowerSaver[6][7][8]
- Két Nano X2 (Isaiah) egy többcsipes modulon

| Marketingnév  | Modellszám | Órajel     | Turbo sebesség | L1 gyorsítótár        | L2 gyorsítótár  | FSB sebesség | TDP    | Üresjárati teljesítmény | Foglalat | Magok | Megjelenés     |
| ------------- | ---------- | ---------- | -------------- | --------------------- | --------------- | ------------ | ------ | ----------------------- | -------- | ----- | -------------- |
| Nano QuadCore | L4800E     | 1,46 + GHz | 1,6 GHz        | 64 + 64 KiB magonként | 1 MiB magonként | 1066 MHz     | 45 W   | –                       | FCBGA    | 4     |                |
| Nano QuadCore | L4700E     | 1,2 + GHz  | 1,46 GHz       | 64 + 64 KiB magonként | 1 MiB magonként | 1066 MHz     | 27,5 W | –                       | FCBGA    | 4     | 2011. május 5. |

### Nano C

#### „Nano QuadCore” (28nm)
- Minden modell támogatja: MMX, SSE, SSE2, SSE3, SSSE3, SSE4.1, SSE4.2, AVX, AVX2, x86-64, NX bit, VT-x, VIA PadLock (SHA, AES, RNG), VIA PowerSaver
- Hasonló a Zhaoxin ZX-C-hez

| Marketingnév  | Modellszám | Órajel  | L1 gyorsítótár        | L2 gyorsítótár | FSB sebesség | TDP  | Foglalat | Magok | Megjelenés           |
| ------------- | ---------- | ------- | --------------------- | -------------- | ------------ | ---- | -------- | ----- | -------------------- |
| Nano QuadCore | C4650      | 2,0 GHz | 64 + 64 KiB magonként | 2 MiB          | 1333 MHz     | 18 W | NanoBGA2 | 4     | 2015. szeptember 22. |

## Ultraalacsony feszültségű processzorok

### Nano U

#### „Nano 1000/2000” sorozat (65nm)
- Minden modell támogatja: MMX, SSE, SSE2, SSE3, SSSE3, x86-64, NX bit, VT-x (stepping 3 és magasabb), VIA PadLock (SHA, AES, RNG), VIA PowerSaver

| Modellszám | Órajel  | Turbo sebesség | L1 gyorsítótár | L2 gyorsítótár | FSB sebesség | Órajel szorzó | TDP   | Üresjárati teljesítmény | Foglalat | Magok | Megjelenés      | Azonosítók |
| ---------- | ------- | -------------- | -------------- | -------------- | ------------ | ------------- | ----- | ----------------------- | -------- | ----- | --------------- | ---------- |
| Nano U1700 | 1,0 GHz | 1,3 GHz        | 64 + 64 KiB    | 1 MiB          | 800 MHz      | 10~13×        | 5 W   | 200 mW                  | NanoBGA2 | 1     | 2008. május 29. |            |
| Nano U2300 | 1,0 GHz |                | 64 + 64 KiB    | 1 MiB          | 533 MHz      | 7,5×          | 5 W   | 100 mW                  | NanoBGA2 | 1     | 2008. május 29. |            |
| Nano U2225 | 1,3 GHz |                | 64 + 64 KiB    | 1 MiB          | 800 MHz      | 13×           | 8 W   | 200 mW                  | NanoBGA2 | 1     | 2008. május 29. |            |
| Nano U2250 | 1,3 GHz | 1,6 GHz        | 64 + 64 KiB    | 1 MiB          | 800 MHz      | 13~16×        | 8 W   | 200 mW                  | NanoBGA2 | 1     | 2008. május 29. |            |
| Nano U2500 | 1,2 GHz |                | 64 + 64 KiB    | 1 MiB          | 800 MHz      | 12×           | 6,8 W | 100 mW                  | NanoBGA2 | 1     | 2008. május 29. |            |

#### „Nano 3000” sorozat (65nm)
- [12][13]
- Minden modell támogatja: MMX, SSE, SSE2, SSE3, SSSE3, SSE4.1, x86-64, NX bit, VT-x, VIA PadLock (SHA, AES, RNG), VIA PowerSaver

| Modellszám | Órajel  | Turbo sebesség | L1 gyorsítótár | L2 gyorsítótár | FSB sebesség | Órajel szorzó | TDP   | Üresjárati teljesítmény | Foglalat | Magok | Megjelenés        | Azonosítók |
| ---------- | ------- | -------------- | -------------- | -------------- | ------------ | ------------- | ----- | ----------------------- | -------- | ----- | ----------------- | ---------- |
| Nano U3100 | 1,3 GHz | 1,6 GHz        | 64 + 64 KiB    | 1 MiB          | 800 MHz      | 13~16×        | 9 W   | 100 mW                  | NanoBGA2 | 1     | 2010. április 22. |            |
| Nano U3200 | 1,4 GHz |                | 64 + 64 KiB    | 1 MiB          | 800 MHz      | 14×           | 10 W  | 100 mW                  | NanoBGA2 | 1     | 2010. április 22. |            |
| Nano U3300 | 1,2 GHz |                | 64 + 64 KiB    | 1 MiB          | 800 MHz      | 12×           | 6,8 W | 100 mW                  | NanoBGA2 | 1     | 2010. április 22. |            |
| Nano U3400 | 0,8 GHz |                | 64 + 64 KiB    | 1 MiB          | 800 MHz      | 8×            | 3,5 W | 100 mW                  | NanoBGA2 | 1     | 2010. április 22. |            |
| Nano U3500 | 1,0 GHz |                | 64 + 64 KiB    | 1 MiB          | 800 MHz      | 10×           | 5 W   | 100 mW                  | NanoBGA2 | 1     | 2010. április 22. |            |

#### „Nano X2” (40nm)
- Minden modell támogatja: MMX, SSE, SSE2, SSE3, SSSE3, SSE4.1, x86-64, NX bit, VT-x, VIA PadLock (SHA, AES, RNG), VIA PowerSaver
- Két Nano 3000 (Isaiah) ugyanazon a lapkán

| Marketingnév | Modellszám | Órajel   | Turbo sebesség | L1 gyorsítótár        | L2 gyorsítótár  | FSB sebesség | TDP  | Üresjárati teljesítmény | Foglalat | Magok | Megjelenés     |
| ------------ | ---------- | -------- | -------------- | --------------------- | --------------- | ------------ | ---- | ----------------------- | -------- | ----- | -------------- |
| Nano X2      | U4025      | 1,2 GHz  |                | 64 + 64 KiB magonként | 1 MiB magonként | 1066 MHz     | W    |                         | NanoBGA2 | 2     |                |
| Nano X2 E    | U4300E     | 1.2+ GHz | 1,46 GHz       | 64 + 64 KiB magonként | 1 MiB magonként | 1066 MHz     | 13 W |                         | NanoBGA2 | 2     | 2011. május 5. |

#### „Nano QuadCore” (40nm)
- Minden modell támogatja: MMX, SSE, SSE2, SSE3, SSSE3, SSE4.1, x86-64, NX bit, VT-x, VIA PadLock (SHA, AES, RNG), VIA PowerSaver
- Két Nano X2 (Isaiah) egy többcsipes modulon

| Marketingnév  | Modellszám | Órajel    | Turbo sebesség | L1 gyorsítótár        | L2 gyorsítótár  | FSB sebesség | TDP  | Üresjárati teljesítmény | Foglalat | Magok | Megjelenés     |
| ------------- | ---------- | --------- | -------------- | --------------------- | --------------- | ------------ | ---- | ----------------------- | -------- | ----- | -------------- |
| Nano QuadCore | U4650E     | 1,0 + GHz | 1,2 GHz        | 64 + 64 KiB magonként | 1 MiB magonként | 800 MHz      | 18 W | –                       | FCBGA    | 4     | 2011. május 5. |

## Fordítás
Ez a szócikk részben vagy egészben  a   List of VIA Nano microprocessors című angol Wikipédia-szócikk ezen változatának fordításán alapul.  Az eredeti cikk szerkesztőit annak laptörténete sorolja fel. Ez a jelzés csupán a megfogalmazás eredetét és a szerzői jogokat jelzi, nem szolgál a cikkben szereplő információk forrásmegjelöléseként.